# Хунсбалле, Андерс
Андерс Хунсбалле (дат. Anders Hunsballe; род. 12 сентября 1992, Скельскёр, Западная Зеландия) — датский футболист, полузащитник. Капитан клуба «Греве». В 2018 году сыграл 1 матч за сборную Дании по футболу. Работает в крупнейшем датском коммерческом банке Danske Bank.

## Биография

### Клубная карьера
Сезон 2011/12 провёл в составе клуба первого дивизиона «Вестшелланн», но в матчах лиги ни разу не выходил на поле. В 2012 году перешёл в любительский клуб «Греве».

### Карьера в сборной
В 2018 году между датским футбольным союзом и ассоциацией датских футболистов произошёл конфликт. Стороны не смогли подписать партнёрское соглашение (действие предыдущего закончилось ещё 1 августа), из-за разногласий по использованию имиджевых прав игроков сборной. В итоге футболисты объявили бойкот федерации и отказались выходить на товарищеский матч против сборной Словакии, их поддержали и другие профессиональные футболисты, которые также отказались от вызова в сборную. 4 сентября на сайте датского футбольного союза был опубликован новый состав из 24 футболистов, куда вошёл и Андерс Хунсбалле. На матче со Словакией Хунсбалле вышел на замену после перерыва, заменив Кристиана Банниса. Встреча завершилась со счётом 0:3 в пользу Словакии.

## Статистика

### Матчи Хунсбалле за сборную Дании
| Матчи Хунсбалле за сборную Дании | Матчи Хунсбалле за сборную Дании | Матчи Хунсбалле за сборную Дании | Матчи Хунсбалле за сборную Дании | Матчи Хунсбалле за сборную Дании | Матчи Хунсбалле за сборную Дании |
| -------------------------------- | -------------------------------- | -------------------------------- | -------------------------------- | -------------------------------- | -------------------------------- |
| №                                | Дата                             | Соперник                         | Счёт                             | Голы Хунсбалле                   | Соревнование                     |
| 1                                | 5 сентября 2018                  | Словакия                         | 0:3                              | —                                | Товарищеский матч                |

Итого: 1 матч / 0 голов; 0 побед, 0 ничьих, 1 поражение.